# Phthitia quadricercus
Phthitia quadricercus är en tvåvingeart som beskrevs av Marshall 1992. Phthitia quadricercus ingår i släktet Phthitia och familjen hoppflugor. Inga underarter finns listade i Catalogue of Life.